# Colonia Emiliano Zapata, Veracruz
Colonia Emiliano Zapata är en ort i Mexiko.   Den ligger i kommunen Amatlán de los Reyes och delstaten Veracruz, i den sydöstra delen av landet, 250 km öster om huvudstaden Mexico City. Colonia Emiliano Zapata ligger 650 meter över havet och antalet invånare är 330.
Terrängen runt Colonia Emiliano Zapata är kuperad åt sydväst, men åt nordost är den platt. Terrängen runt Colonia Emiliano Zapata sluttar österut. Runt Colonia Emiliano Zapata är det ganska tätbefolkat, med 116 invånare per kvadratkilometer. Närmaste större samhälle är Córdoba, 7,3 km nordväst om Colonia Emiliano Zapata. I omgivningarna runt Colonia Emiliano Zapata växer huvudsakligen savannskog.